# Tropidophorus hangnam
Tropidophorus hangnam là một loài thằn lằn trong họ Scincidae. Loài này được Chuaynkern, Nabhitabhata, Inthara, Kamsook & Somsri mô tả khoa học đầu tiên năm 2005.